# Schloßplatz (Wiesbaden)
De Schloßplatz is een plein in het centrum van Wiesbaden, de hoofdstad van Hessen. De Schloßplatz is het historische hart van de stad en de locatie van veel evenementen van nationale betekenis. Op het plein staan het stadhuis, de Marktkerk en het Stadtschloss.